# Лозовка (Полтавская область)
Лозовка (укр. Лозівка) — село,
Валковский сельский совет,
Полтавский район,
Полтавская область,
Украина.
Код КОАТУУ — 5324080305. Население по переписи 2001 года составляло 256 человек.

## Географическое положение
Село Лозовка находится на расстоянии в 1,5 км от сёл Каплуновка, Валок и Долина.

## Экономика
- Молочно-товарная ферма.

## Известные уроженцы
- Гордиенко, Пётр Павлович — Герой Советского Союза.